# 特里尼達德科潘
特里尼達德科潘（西班牙語：Trinidad de Copán），是洪都拉斯的城鎮，位於該國西部，由科潘省負責管轄，始建於1836年，面積74.2平方公里，海拔高度860米，2001年人口5,661，人口密度每平方公里76.29人。
14°57′N 88°45′W / 14.950°N 88.750°W